# Johann Christian Friedrich Eisendecher
Johann Christian Friedrich Eisendecher (* 30. Oktober 1774 in Hannover; † 1842) war ein deutscher Verwaltungsjurist.

## Leben
Friedrich Eisendecher war ein Sohn des hannoverschen Klosterregistrators, Rechnungsführers der Universitätskasse und Oberkommissars sowie Redakteurs des Hannoverischen Magazins Wilhelm Christian Eisendecher (1741–1804) und seiner Frau Maria Sophia Luise, geb. Iffland (1747–1823), einer Schwester von August Wilhelm Iffland. Johann Christoph Wilhelm Eisendecher (1772–1816), später Notar am Oberappellationsgericht Celle und Advokat in Hannover, Johann Georg Dieterich Eisendecher (1773–nach 1825), als russischer Major 1821 in den russischen Adelsstand erhoben, der Assessor Johann Gottlob Carl Eisendecher (1776–1807) sowie der spätere Berghandlungs-Kommissar Ernst Gottfried Philipp Eisendecher waren seine Brüder.
Am 2. September 1787 wurde er ehrenhalber an der Universität Göttingen immatrikuliert. Am 10. November 1792 wurde er regulär für ein Studium der Rechtswissenschaften immatrikuliert. 1795 machte er sein Examen und trat in den hannoverschen Staatsdienst. 1798/1799 war er Auditor im Amt Ottersberg. 1800 kam er an das Amt Lüchow und war hier von 1801 bis 1803 Amtsschreiber.
In der Zeit des Königreichs Westphalen wurde er 1810 zum Unterpräfekt des kurzzeitigen Distrikts Nienburg/Weser im Departement der Aller ernannt.
1818 kam er als Amtmann in das Amt Emden und wurde 1819 zusätzlich Stadtkommissar für die Stadt Emden. 1836 wechselte er als Amtmann in das Amt Neustadt am Rübenberge und wurde hier 1839 zum Oberamtmann befördert.
Christian Carl Philipp Eisendecher (um 1805–nach 1857) war sein Sohn.

## Auszeichnungen
- 1825: Ritter des Guelphen-Ordens[5]